# Chloroclystis zhuoxinensis
Chloroclystis zhuoxinensis är en fjärilsart som beskrevs av Yang 1978. Chloroclystis zhuoxinensis ingår i släktet Chloroclystis och familjen mätare. Inga underarter finns listade i Catalogue of Life.